# Девід Пердью
Девід Альфред Пердью-молодший (англ. David Alfred Perdue, Jr.; нар. 10 грудня 1949, Мейкон, Джорджія) — американський бізнесмен і політик-республіканець, сенатор США від штату Джорджія із січня 2015 до січня 2021 року.
Закінчив Технологічний інститут Джорджії. Працював консультантом з питань управління і керівником компанії.
Одружений, має двох дітей.